# Henschia chakassicus
Henschia chakassicus är en insektsart som beskrevs av Alexander Fyodorovich Emeljanov 1979. Henschia chakassicus ingår i släktet Henschia och familjen dvärgstritar. Inga underarter finns listade i Catalogue of Life.